# چارلز منسفیلد کلارک
چارلز منسفیلد کلارک (انگلیسی: Sir Charles Clarke, 3rd Baronet; ۱۳ دسامبر ۱۸۳۹ – ۲۲ آوریل ۱۹۳۲) نظامی و سیاست‌مدار اهل بریتانیا بود. وی همچنین برندهٔ جوایزی همچون نشان حمام و نشان سلطنتی ویکتوریایی شده‌است.